# Carl Arnold Willemsen

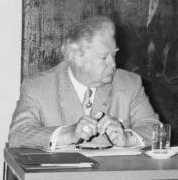
Carl Arnold Willemsen (1975)

Carl Arnold Willemsen (* 29. März 1902 in Uerdingen; † 10. August 1986 in Bonn) war ein deutscher Historiker, der insbesondere für seine langjährige Beschäftigung mit der Architektur im Umfeld Kaiser Friedrichs II. in Süditalien bekannt ist.

## Leben
Carl A. Willemsen studierte Geschichtswissenschaft an den Universitäten Marburg, München und Freiburg, wo er bei Heinrich Finke 1924 mit einer Arbeit über Kardinal Napoleone Orsini (1263–1342) promoviert wurde. 1928 habilitierte er sich an der Universität Freiburg mit der Schrift Die Geschichte des Königreichs Mallorka und war zunächst dort, ab 1932 an der Universität Münster als Privatdozent tätig. 1935 wurde er in Münster außerplanmäßiger, außerordentlicher Professor. An den Forschungsinteressen Finkes orientierten sich Willemsens im Anschluss an seine Dissertation unternommenen Studien zur Geschichte Aragons und seiner mittelmeerischen Territorien in der Zeit vor und nach 1300, deren Ergebnisse 1935, 1937 und 1940 in den Spanischen Forschungen der ihm nahe stehenden, 1941 von den Nationalsozialisten verbotenen Görres-Gesellschaft veröffentlicht wurden.
Ab November 1938 lehrte er als planmäßiger, außerordentlicher Professor an der Staatlichen Akademie Braunsberg in Ostpreußen. Sie galt 1933 nach Beginn der Zeit des Nationalsozialismus als „NS-Hochburg“, änderte jedoch nach dem päpstlichen Entzug der Lehrbefugnis 1934 des Rektors Karl Eschweiler und eines weiteren Professors, Hans Barion, beide katholische Priester und Theologieprofessoren, und dem Personalwechsel fast des gesamten Lehrkörpers in den folgenden Jahren insofern ihre Struktur.
Seit 1937 beschäftigte sich Willemsen mit den Stauferkaisern, insbesondere mit Friedrich II. Im gleichen Jahr begann er mit der Erarbeitung der ersten vollständigen kritischen Edition der sechs Bücher in lateinischer Sprache von Kaiser Friedrich II. De arte venandi cum avibus („Die Kunst, mit Vögeln zu jagen“). Dafür legte er die älteste der in Frage kommenden Handschriften und zwar die aus der Universitätsbibliothek von Bologna zugrunde. Das Werk erschien 1942 im Insel Verlag, Leipzig in einer Auflage von 600 Exemplaren. Der lateinischen Textausgabe sollten noch eine deutsche Übersetzung und ein Kommentarband folgen. Die Vorarbeiten waren schon weit fortgeschritten, als sie im Frühjahr 1945 kurz vor der deutschen Kapitulation mit allen Unterlagen durch Kriegseinwirkung vernichtet wurden. Willemsen konnte die deutsche Übersetzung in zwei Bänden daher erst 1964 im Insel-Verlag, Frankfurt am Main, unter Mitarbeit von Dagmar Odenthal veröffentlichen. Einen umfangreichen Kommentarband zur lateinischen und deutschen Übersetzung gab Willemsen 1970 heraus. Willemsen schrieb sodann noch den 1969 erschienenen Kommentar und eine erläuternde Beschreibung zu der Faksimileausgabe der reich farbig bebilderten Original-Handschrift König Manfreds von Sizilien der ersten beiden Bücher von De arte venandi cum avibus seines Vaters Kaiser Friedrich II.
Willemsen wurde während des Zweiten Weltkriegs im Mai 1941 zur Wehrmacht eingezogen und arbeitete im Wesentlichen als Sonderführer im Heeresarchiv, dessen Leiter der als Widerständler 1945 von den Nazis ohne Gerichtsverfahren ermordete General Friedrich von Rabenau ein Freund Willemsens war und ihn angefordert hatte. 1944 publizierte Willemsen seinen ersten eher kunsthistorischen Beitrag, den Text- und Bildband Apulien – Land der Normannen Land der Staufer. Diese Arbeit war die erste einer langen Reihe von thematisch ähnlichen Büchern und Schriften aus dem Grenzbereich zwischen Kunstgeschichte und der Geschichte des Mittelalters. 1946 und 1947 erschienen zwei Nachkriegspublikationen, die sich mit dem Dichterkreis um Friedrich II. beschäftigten.
Nach dem Krieg wurde Willemsen im Entnazifizierungsverfahren als „Entlasteter“ im Sinne des Artikels 13 des Befreiungsgesetzes eingestuft. Von 1945 bis 1950 war er für den Verleger Anton Kippenberg (Insel Verlag Leipzig) und den Scherpe-Verlag Krefeld tätig. 1950 wurde er Honorarprofessor für mittlere und neuere Geschichte an der Universität Bonn, 1955 außerordentlicher Professor und 1965 ordentlicher Professor ebendort. Seine Emeritierung erfolgte 1969.
Nachdem er 1950 an der Universität Bonn wieder eine Professur erhalten hatte, meldete sich Willemsen 1953 zunächst mit einer Publikation zum Brückentor von Capua wieder wissenschaftlich zur Stauferarchitektur in Süditalien zurück, 1955 gefolgt unter anderem von Castel del Monte, die Krone Apuliens, einem Kunstführer Süditalien und Sizilien 1957 und Kalabrien, Schicksal einer Landbrücke 1966. Im Jahr 1971 gab er mit Sigrid Schwenk und Gunnar Tilander die Festschrift „Et multum et multa“. Beiträge zur Literatur, Geschichte und Kultur der Jagd für Kurt Lindner heraus. Es folgten noch eine Vielzahl von Schriften, zum Teil auf Italienisch, unter anderen L’Enigma de Otranto 1980. Letzteres wurde 1992 postum auch auf Deutsch unter dem Titel Das Rätsel von Otranto – das Fußbodenmosaik in der Kathedrale – eine Bestandsaufnahme veröffentlicht. Die Ergebnisse der von ihm mit angestoßenen Grabungskampagnen in den verschiedenen Stauferkastellen Süditaliens veröffentlichte er gemeinsam mit dem Grabungsleiter Franco Schettini (damals Leiter der Denkmalpflege in Bari).

## Ehrungen und Auszeichnungen
- 1964 Großkreuz des italienischen Verdienstordens
- 1972 Großes Bundesverdienstkreuz
- 1977 Ehrenbürger von Foggia (Apulien)
- 1980 Ehrendoktor an der Universität Bari (Apulien)
- 1982 Ehrenbürger von Andria/Apulien
- Vizedirektor des Centro di studi normanno-svevi in Bari

## Schriften (Auswahl)
- Kardinal Napoleon Orsini (1263–1342) (= Historische Studien, Band 172), Berlin 1927, Druck der maschinenschriftlichen phil. Dissertation Freiburg i.Br. 1926; Teilübersetzung ins Katalanische: El cardenal Napoleó Orsini i Jaume II d´Aragó, in: Estudis Universitaris Catalans 11 (1926), S. 89–109.
- Der Untergang des Königreichs Mallorka und das Ende der Mallorkinischen Dynastie, Gesammelte Aufsätze zur Kulturgeschichte Spaniens 5 (= Spanische Forschungen der Görresgesellschaft, 1. Reihe, 5. Band, 1935), S. 240–296.
- Der Kampf um das Val d`Aran. Ein Beitrag zu der Geschichte der diplomatischen Beziehungen zwischen Aragon und Frankreich um die Wende vom 13. zum 14. Jahrhd., Gesammelte Aufsätze zur Kulturgeschichte Spaniens 6 (= Spanische Forschungen der Görresgesellschaft, 1. Reihe, 6. Band, 1937), S. 142–224.
- Jakob II. von Mallorka und Peter IV. von Aragon (1336–1349), Gesammelte Aufsätze zur Kulturgeschichte Spaniens 8 (= Spanische Forschungen der Görresgesellschaft, 1. Reihe, 8. Band, 1940), S. 81–198.
- Zur Genesis der mittelalterlichen Hofordnungen. Mit besonderer Berücksichtigung des Leges Palatinae Jakobs II. von Mallorka, in: Staatliche Akademie zu Braunsberg: Personal- und Vorlesungsverzeichnis, 2. Trimester 1940, S. 1–37.
- Das Falkenbuch des Kaisers, in: Das Inselschiff 22 (1941), S. 1–20.
- Friderici Romanorum imperatoris Secundi „De arte venandi cum avibus.“ Erste vollständige lateinische Ausgabe in 2 Bänden von Carl Arnold Willemsen Leipzig 1942 (beruht auf der ältesten Handschrift der Sechs-Bücher-Gruppe „B“ (= Bologna), Biblioteca Universitaria. Ms. lat. 419 (717), 2. Hälfte des 13. Jhds.).
- Die Falkenjagd. Bilder aus dem Falkenbuch Kaiser Friedrich II. Leipzig 1943.
- Apulien, Land der Normannen, Land der Staufer, Leipzig 1944.
- Zeiten kommen, die führen zu Sternen. Staufisch-Sizilische Lyrik aus der Zeit Kaiser Friedrich II. In freier Nachdichtung und mit einem Geleitwort, Krefeld 1946.
- Kaiser Friedrich II. und sein Dichterkreis. Staufisch-sizilische Lyrik in freier Nachdichtung, Krefeld 1947.
- Kaiser Friedrichs II. Triumphtor zu Capua. Ein Denkmal hohenstaufischer Kunst in Süditalien, Wiesbaden 1953.
- Castel del Monte. Die Krone Apuliens (= Insel-Bücherei, Band 619), Wiesbaden 1955.
- Süditalien und Sizilien (= Athenäum-Kunstführer), Bonn 1955.
- El ocaso del reino de Mallorca, Palma de Mallorca 1955.
- mit Dagmar Odenthal: Apulien. Land der Normannen, Land der Staufer. 2. neu bearbeitete Auflage, Köln 1958, 3. Auflage Köln 1968, italienische Ausgabe unter dem Titel Puglia, terra dei Normanni e degli Svevi, Bari 1959.
- (Hrsg.) Kaiser Friedrich der Zweite. Über die Kunst mit Vögeln zu jagen. Unter Mitarbeit von Dagmar Odenthal ins Deutsche übertragen. 2 Bände, Frankfurt am Main 1964.
- mit Dagmar Odenthal: Kalabrien, Schicksal einer Landbrücke, Köln 1966.
- Die Bauten der Hohenstaufen in Süditalien. Neue Grabungen und Forschungsergebnisse (= Arbeitsgemeinschaft für Forschung des Landes NRW, Geisteswissenschaften, Heft 149), Köln/Opladen 1968.
- „Fredericus IIDe arte venandi cum avibus“. Ms.Pal.Lat.1071, Bibliotheca Apostolica Vaticana. Kommentar. Einleitung und erläuternde Beschreibung zu der Faksimileausgabe (= Codices selecti. Band 16; = Codices Varicanis selecti, Band 31), Vatikanische Bibliothek und die Akademische Druck- und Verlagsanstalt Graz, Graz 1969.
- Kaiser Friedrich der Zweite, Über die Kunst mit Vögeln zu jagen. Kommentar zur lateinischen (von 1942) und deutschen (von 1964) 6-Bücher-Ausgabe, Frankfurt am Main 1970.
- Federico II come scienziato e cacciatore, in: Atti delle giornate federiciane. Oria, Castello Svevo, 13–14 giugno 1968 (= Società di storia patria per la Puglia. Convegni, Band 2), Manduria 1971, S. 25–52.
- Kaiser Friedrich der Zweite von Hohenstaufen als Wissenschaftler und Jäger, in: Göppinger Staufertage 10.–12. Okt. 1970 (= Schriften zur staufischen Geschichte und Kunst, Band 2), Göppingen 1971, S. 31–66.
- Apulien. Kathedralen und Kastelle. Ein Kunstführer durch das normannisch-staufische Apulien (= DuMont-Dokumente. Reiseführer für den Kunstfreund), Köln 1971.
- Frederico II costruttore in Puglia, in: Studi di storia pugliese in onore di Giuseppe Chiarelli, Band 1, Galatina 1972, S. 487–546.
- Componenti della cultura federiciana nella genesi dei castelli svevi, in: Raffaele De Vita: Castelli, torri ed opere fortificate di Puglia, Bari 1974 (2. Auflage 1982), S. 393–422.
- Die Bauten Kaiser Friedrich II. in Süditalien, in: Die Zeit der Staufer. Geschichte, Kunst, Kultur. Katalog der Ausstellung, Stuttgart 1977, Band 3, S. 143–163.
- Kaiser Friedrich II und sein Dichterkreis. Staufisch-Sizilische Lyrik in freier Nachdichtung, Wiesbaden 1977.
- Die Bildnisse der Staufer. Versuch einer Bestandsaufnahme (= Schriften zur staufischen Geschichte und Kunst, Band 4), Göppingen 1977.
- I castelli di Federico IInell´Italiameridionale (= Studi e testi di storia e critica dell`arte, Band 8), Napoli 1978.
- Über die Kunst mit Vögeln zu jagen. Miniaturen aus einer französischen Handschrift des Falkenbuches von Kaiser Friedrich II. Mit einem Geleitwort, Frankfurt am Main 1979.
- Das Falkenbuch Kaiser Friedrichs II. Nach der Prachthandschrift in der Vatikanischen Bibliothek. Einführung und Erläuterungen (= Die bibliophilen Taschenbücher, Nr. 152), Dortmund 1980.
- Castel del Monte. Das vollendetste Bauwerk Kaiser Friedrichs des Zweiten. 2.  überarbeitete Auflage (= Insel-Bücherei, Band 619), Frankfurt am Main 1982.
- Bibliografia federiciana. Fonti e letteratura storica su Federico II e gli ultimi svevi (= Società di storia patria per la Puglia. Bibliografie e Fonti archivistiche, Band 1), Bari 1982.
- Über die Kindheit Friedrichs II., in: Potere, società e popolo tra età normanna ed età sveva. Atti delle quinte giornate normanno-sveve. Bari – Conversano, 26.–28. ottobre 1981 (= Centro di studi normanno-svevi. Università degli studi di Bari. Atti, Band 5), Bari 1983, S. 109–129.
- Kaiser Friedrich II. 1194–1250. Denkmale seiner Herrschaft. Begleiter durch die Ausstellung im Ascoli-Club der Messe Frankfurt, zusammengestellt und erläutert, Frankfurt 1986.
- Bibliografie zur Geschichte Kaiser Friedrichs II. und der letzten Staufer (= Monumenta Germaniae Historica, Hilfsmittel, Band 8), München 1986.
- mit Sigrid Schwenk, Gunnar Tilander (Hrsg.): „Et multum et multa.“ Beiträge zur Literatur, Geschichte und Kultur der Jagd, Festgabe für Kurt Lindner zum 27.11.1971. Berlin/New York 1971.